# Garnéla
A garnélarákok kistestű, tízlábú rákok. A szó leginkább a Caridea és a Dendrobronchiata család tagjaira vonatkozik. Kis testtel, kis méretű fekete szemekkel, izmos farokkal és hosszú csáppal rendelkeznek. Bármelyik kis termetű rákot, amelyik hasonlít a garnélára, szintén hívhatják garnélának. Élettartamuk 1-7 év. Általában egyedül élnek, de időnként csoportokat alkothatnak.
A legtöbb garnéla faj 2 cm, de némelyik faj a 25 cm-t is elérheti.
Fontos szerepeket játszanak a táplálékláncban, és fontos étel forrásként származnak a nagyobb állatok, például a halak és a bálnák számára. A garnélák farkai alkalmasak emberi fogyasztásra is. A kereskedelmi garnéla fajok évente 50 milliárd dolláros bevételt hoznak az iparban.

## Shrimpésprawn
A garnélarák angol nevei, a shrimp és a prawn gyakran összezavarja az embereket. A shrimp szót inkább az Egyesült Államokban (Észak-Amerikában használják, míg a prawnt inkább az Egyesült Királyságban , Írországban, illetve egyéb angol nyelvterületeken. Bár a két szó a köznapi nyelvben manapság inkább egymás szinonimájának számít, ennek ellenére külön állatnak számítanak.
Tin-Yam Chan taxonómus szerint a shrimp szó a kisebb fajokra vonatkozik, míg a prawn szót a nagyobb fajokra használják. Ennek  ellenére nincs meghatározott megkülönböztetése a két szónak, és sokan összekeverik és fordítva használják ezt a két kifejezést, országtól és régiótól függően. L. B. Holthuis szerint a nagyobb halászott fajokat shrimpnek nevezték az Egyesült Államokban, míg más országokban prawnnak.
A zavart inkább a "shrimp" szó okozza. A kifejezést gyakran a kis termettel azonosítják, amelyik problémákat okoz olyan garnéláknál, amelyek nem kicsik. A "jumbo shrimp" (óriás garnéla) kifejezés oximoronnak is tekinthető, ez a probléma viszont nem áll fent a "jumbo prawns" kifejezésnél.

## Külső hivatkozások
- "Internal and External Anatomy of a Penaeid Shrimp"[halott link] Fisheries Technical Paper 395, FAO, Rome.
- Shrimp versus prawn
- shrimp,lobster,crab ngrams
- Shrimp versus prawns – YouTube